# Ольшаница (Киевская область)
Ольшани́ца (укр. Ольшаниця) — село в Белоцерковском районе Киевской области Украины.
Население по переписи 2001 года составляло 2493 человека, по данным 2024 года составляло более 2,4 тысяч человек. Почтовый индекс — 09635. Телефонный код — 4562. Занимает площадь 50 км². Код КОАТУУ — 3223784001.

## История
Ольшаница упоминается при описании похода Изяслава Мстиславовича и его битвы с князем Галицким в летописях 1150 года, однако этот факт требует доказательств. А вот известное сегодня первое письменное упоминание про село, которое относится к 1518 году, сомнений не вызывает. Вместе с Ракитным Ольшаница принадлежала Волчку и Сенюшке Романовичам по судебному решению Сигизмунда. Между тем, по старым рассказам, в поселении когда-то жили не то цари, не то князья, которые имели собственное войско. Будто древняя Ольшаница находилась на территории бывшего городища, которое сохранилось по сей день. Райгород (так называлась основанная Ярославом Мудрым приграничная крепость, которая отбивала нападения половцев) опустошили и разорили татары. И по сей день части городища имеют названия, которые напоминают про былое поселение — Ковалёвщина, Ткачёвщина. Есть тут следы старинного вала, который, по рассказам, определял границы польского королевства.
Современная Ольшаница, вероятно, возникла из хуторов в густых зарослях ольхи. Селяне бежали на «вольные земли» и, прячась в поросских лесах, закладывали новые поселения. По легенде, Ольшаница была столицей князей Ольшанских. Дочка одного из них Григория 16-летняя Юлиания похоронена в Киево-Печерской лавре и её мощи находятся в ближних лаврских пещерах. Краеведческие разведки Л. Похилевича подтвердил позднее Л.Дроздов. В его опросительных записках упоминается, что Ольшаница — вотченное село князей Ольшанских, столица их земель. Наверное, именно тогда это селение имело 14 церквей. Название «Ольшаница», вероятней всего, происходит от слова «ольха». Но не исключено, что и от фамилии князей Ольшанских.

## Известные жители и уроженцы
В селе родились украинский историк Т. В. Чухлиб и Иван Логвиненко, украинский советский писатель.

## Местная власть
09600, Київська обл., Білоцерківський р-н, смт. Рокитне, вул. Першотравнева, 6  (укр.)